# دانی فورستر
دانی فورستر (انگلیسی: Danny Forster؛ زادهٔ ۱۹ سپتامبر ۱۹۷۷) معمار اهل ایالات متحده آمریکا است.